# Felix Havenstein
Felix Havenstein (* 30. November 1893; † 28. April 1970) war ein deutscher Schriftsteller und Heimatforscher. 
Er wohnte in Schöneiche bei Berlin und arbeitete zeitweise als Leiter im Fremdenverkehrsbüro im Nachbarort Woltersdorf. Havenstein befasste sich mit der Heimatgeschichte und Archäologie im Landkreis Niederbarnim, worüber er auch mehrere Bücher schrieb. Während er sich als Heimatforscher insbesondere in seinem Heimatort Schöneiche verdient gemacht hatte, war seine Rolle als NSdAP-Kulturwart unrühmlich. Im „Kulturkampf“ der Nationalsozialisten, den er vor allem an der Seite der „Deutschen Christen“ gegen die „Bekennende Kirche“, in Schöneiche durch Joachim Heinrichs prominent vertreten, nachhaltig unterstützte.

## Schriften
- Nur Armierungssoldaten, Edri Verlag, 1931, Berlin.
- Rahnsdorf und seine Geschichte, 1933, Rahnsdorf.
- Kleinschönebeck und seine Geschichte, 1935, Kleinschönebeck.